# 林賽·斯科特

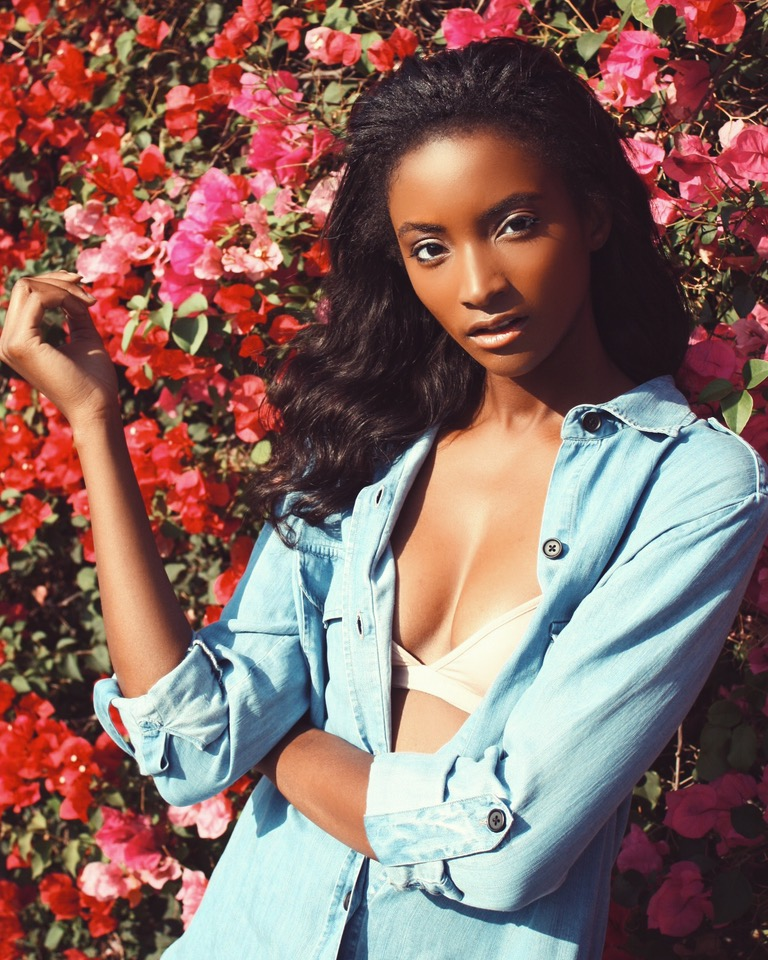
Lyndsey Scott in flowers (cropped).jpg

林賽·斯科特（英語：Lyndsey Scott，1984年12月7日－ ）是美國模特兒、軟體開發工程師和演員。她是第一個獲得Calvin Klein獨家代言權的非裔美國人，在為普拉達、古馳、Louis Vuitton 與維多利亞的秘密走秀期間，她也為iPhone和iPad開發了多款App。她因挑戰了世人對模特兒和軟體工程師的刻板印象，以及鼓勵更多年輕女性編寫程式而受到讚揚。

## 早年生活
林賽·斯科特出生於1984年，在紐澤西州的奧蘭治長大，是家中四個孩子裡最年長的。她從9歲開始練習武術，並且拿到了跆拳道的黑帶。而她的父親在擔任美國國家安全局的程式設計師後，成立了一間家庭醫療保健公司。
斯科特在成長過程中飽受了嘲笑和欺凌，她說她在紐瓦克學院預備學校的前三年是學校裡唯一的黑人。她身材瘦弱，身高5呎8吋（約173公分）卻只有36公斤，她說她曾被稱為「怪物。」而他的同學會邀請其他人去派對，唯獨不邀請她，甚至在學生餐廳的時候告訴斯考特不能跟他們坐在一起。斯考特說：「我的高中時期實在過得太淒慘了，我甚至無法直視任何人，我會躲在學校某處，這樣我就不用在學生餐廳吃飯或在下課時間面對其他人。」
她後來進入了阿默斯特學院，在開始學習電腦科學之前，她在那學了表演藝術、經濟學和物理學。大學期間她也代表阿默斯特田徑隊參加了跑步和跳高比賽，並得到了400公尺短跑全美冠軍，她也在2006年取得表演藝術和電腦工程的學位。

## 模特兒生涯
大學畢業後，斯考特發現她對表演藝術的興趣高於電腦工程，所以她開始在紐約尋找試鏡機會。她的身體在大學期間有很大的轉變，一部分的原因是因為開始服用健身補給品，而她認為自己：「看起來更像個模特兒了。」 有了朋友的鼓勵後斯考特開始試鏡，但前兩年都被拒絕，她的父母因此不停勸她去找電腦工程相關的工作。然而，斯考特把她的照片放在了Ｍodels.com網站上，而紐約的Click Model Management在2008年時與她聯繫。。Elle Girl也在一段關於「模特兒的一天」的影片裡介紹了她。當時她已經24歲，對模特兒來說年紀太大，公司要求他年齡必須少報5年。所以在模特兒生涯的前期，她聲稱自己出生於1990年。即使已經簽訂合約,他也沒有立刻成為成功的模特兒。2009年初，當他接到時裝公司Calvin Klein的電話時斯科特的工作是在街角發傳單。 在紐約時裝週期間，她成為第一位與Calvin Klein 簽訂獨家伸展台合約黑人模特兒。Bethann Hardison說，近代歷史上沒有任何一位模特兒產生過這樣的影響。
在此之後她為Vera Wang，DKNY，Baby Phat，Fendi，Gucci，Louis Vuitton和2009年維多利亞的秘密時裝秀走秀，並出現在italian Elle雜誌上。Teen Vogue和W.Style.com也將她列為十大新人之一。